# Seminar von Chalki

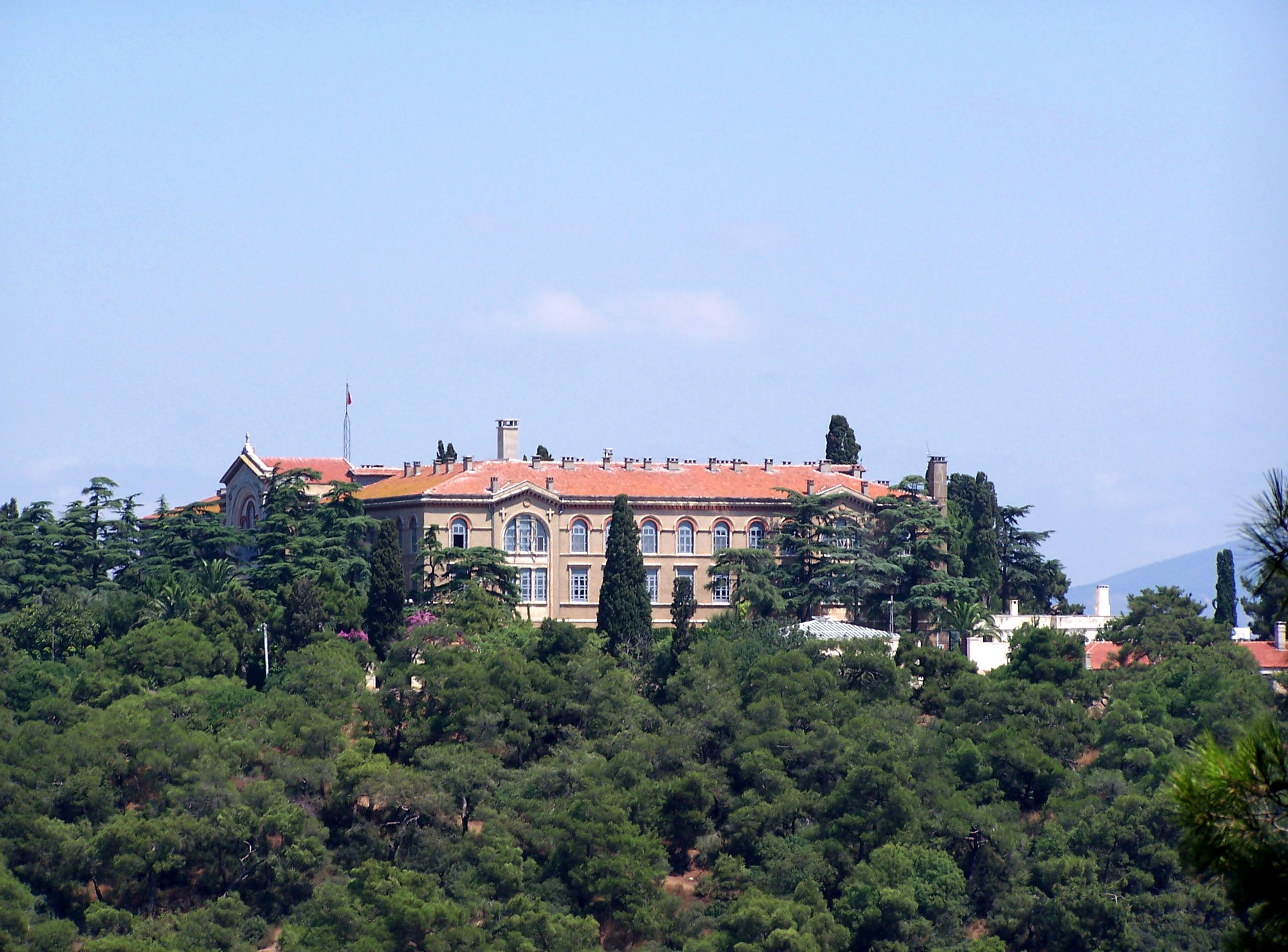
Seminar von Chalki (2009)

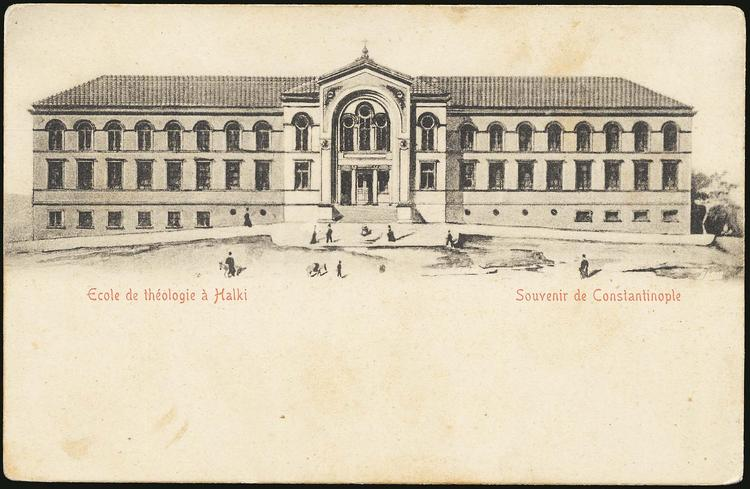
Osmanische Postkarte des Theologieseminars

Das Seminar von Chalki (griechisch Θεολογική Σχολή Χάλκης Theologikí Scholí Chálkis, deutsch ‚Theologische Schule von Chalki‘, türkisch Ortodoks Ruhban Okulu), auch Halki transkribiert, war bis zu seiner Schließung durch den türkischen Staat im Jahre 1971 die wichtigste christliche Theologische Hochschule des Ökumenischen Patriarchats von Konstantinopel (Heybeliada-Istanbul). Das Gebäude der Hochschule liegt auf Heybeliada (Chalki), einer der Prinzeninseln im Marmarameer.
Das Seminargebäude wurde neben den Ruinen des Klosters der Heiligen Trinität erbaut, welches von Photius I., Patriarch von Konstantinopel 858–867 und 878–886, gegründet wurde. Im Jahre 1844 widmete der Patriarch Germanos IV. das Kloster in eine Theologische Hochschule um. Die Einweihung fand am 23. September 1844 statt. Alle Gebäude, außer der Kapelle, wurden durch ein Erdbeben im Juni 1894 zerstört und später durch den Architekten Periklis Fotiadis neu errichtet, um im Oktober 1896 eingeweiht zu werden. Eine größere Renovierung fand in den 1950er-Jahren statt.
Viele orthodoxe Gelehrte, Theologen, Bischöfe und Patriarchen, darunter Bartholomäus I., haben ihr Studium auf Chalki absolviert. Einige liegen auch auf dem Schulgelände begraben.

## Schließung des Seminars und internationale Kritik
Im Jahre 1971 wurde das Seminar durch ein türkisches Gesetz, welches den Betrieb von privaten Universitäten verbietet, geschlossen. 1998 verordnete der türkische Staat die Auflösung der Treuhänder-Gesellschaft von Halki. Nach internationaler Kritik wurde diese Entscheidung rückgängig gemacht. 1999 besuchte der US-Präsident Bill Clinton Halki und forderte den türkischen Staatspräsidenten Süleyman Demirel auf, die Hochschule wieder öffnen zu lassen. Im Oktober 1998 haben Senat und Repräsentantenhaus des US-Kongresses Resolutionen verabschiedet, in denen die Wiedereröffnung von Chalki unterstützt wurde. Die Europäische Union hat in den Beitrittsverhandlungen mit der Türkei das Thema der Wiedereröffnung der Hochschule in Zusammenhang mit Behinderungen der freien Religionsausübung der Christen in der Türkei auf die Liste der Forderungen an den Beitrittskandidaten Republik Türkei gesetzt.
Die Internationale Gesellschaft für Menschenrechte kritisiert die Schließung des Seminars und sieht sie als Hemmnis für einen EU-Beitritt der Republik Türkei.
Die Türkei strebt eine Verbesserung der rechtlichen Situation der religiösen Minderheiten im Land an. Mit der Ernennung des Metropoliten von Bursa, Elpidophoros Lambrinidis zum neuen Abt des Dreifaltigkeitsklosters auf Chalki gab zu Hoffnungen auf die Wiedereröffnung der Hochschule Anlass.
Im Januar 2013 berichtete die Türkische Zeitung Today’s Zaman, dass der Türkische Rat der Stiftungen 190 Hektar Land an die Stiftung des Klosters der heiligen Trinität zurückgab. Die besagte Stiftung ist der Besitzer des Seminars von Chalki. Der größte Teil dieser Ländereien befindet sich um das Seminargelände.
Nach einem Treffen am 25. April 2018 mit Präsident Recep Tayyip Erdogan und Außenminister Davutoglu, teilte Patriarch Bartholomäos I. mit, dass er optimistisch sei, nachdem sowohl Erdogan als auch Cavusoglu versichert hätten, dass das Seminar bald wieder eröffnen solle.